# Tadhg Óg mac Taidhg
Tadhg Óg mac Taidhg (mort en 1340),  est le 11e roi d'Uí Maine issu de la lignée des Ó Ceallaigh (anglicisé en  O' Kellys)  il règne de 1339 à sa mort l'année suivante.

## Contexte
Tadhg Óg mac Taidhg est le fils de  Tadhg mac Domnaill le second des fils de Domnall mac Conchobair. Il succède sur le trône à son lointain parent Ruaidhrí mac Mathghamhna.
Les Annales de Connacht relèvent qu'en 1340, une grande guerre éclate parmi les Ui Maine, c'est-à-dire entre Tadhg Óg mac Taidhg Ó Cellaig, à qui  Toirdelbach mac Aeda Ua Conchobair à donner le gouvernement des Ui Maine, et  Uilliam Buidhe mac Donnchadha Muimhnigh Ó Cellaig. Uilliam est chassé du territoire et ses ennemis se lancent à sa poursuite; mais il fait volte face et l'un de ses adversaires  Donnchad le tánaiste, le fils d'Áed Ó Cellaig est tué et  Tadhg Óg mac Taidhg capturé et grièvement blessé  meurt quelque temps après. Sa succession est assurée par son cousin germain Diarmaid mac Gilbert.

## Source
- (en) T.W Moody, F.X. Martin et F.J. Byrne, A New History of Ireland IX Maps, Genealogies, Lists. A companion to Irish History part II, Oxford, Oxford University Press, 2011, 690 p. (ISBN 978-0-19-959306-4).